# Kapela sv. Fabijana i Sebastijana u Varaždinu
Kapela sv. Fabijana i Sebastijana prvotno je sagrađena 1681. godine kao zavjetna kapela protiv kuge. Teško je oštećena u požaru 1776. godine te je obnovljena godinu dana kasnije prema projektu Šimuna Ignaca Wagnera. Krajem 18. stoljeća kapela je produžena, sagrađen joj je toranj na pročelju, te je dobila svoj današnji izgled. Autor projekta i voditelj radova oko 1796. godine bio je varaždinski graditelj Franjo Losert. U kapeli se ističe oltarna pala s likom sv. Filipa, rad varaždinskog slikara Blaža Gruebera iz 1727. godine. Zidne slike u svetištu iz 1777. godine djelo su slikara Josipa Sartorija.

## Zaštita
Pod oznakom Z-5950 zavedeno je kao nepokretno kulturno dobro - pojedinačno, pravna statusa zaštićena kulturnog dobra, klasificirano kao "sakralna građevina".